# 福岡県立折尾高等学校
福岡県立折尾高等学校（ふくおかけんりつ おりおこうとうがっこう, Fukuoka Prefectural Orio High School）は、福岡県北九州市八幡西区大膳二丁目にある公立高等学校。略称は「折高」

## 概要
歴史
1916年（大正7年）に開校した「折尾高等女学校」と1939年（昭和14年）に開校した「八幡市立商業学校」を前身としている。学制改革後、それぞれ福岡県立折尾高等学校（女子校）と八幡市立八幡商業高等学校に改称。その1年後2校とも、男子校だった福岡県立東筑高等学校に統合され、男女共学校となる。1956年（昭和31年）東筑高等学校から商業科・家政科が分離し、現在の福岡県立折尾高等学校（男女共学）として独立。1956年（昭和31年）を創立年としており、2026年（令和8年）には創立70周年を迎える。
設置課程・学科
全日制課程
- 総合ビジネス科（商業に関する学科）
- ビジネス情報科（同上）
- 生活デザイン科（家庭に関する学科）

校訓
「礼節 誠実 品性」
校章
福岡藩の紋である藤と植物の三枚の葉・若芽・「高」の文字を組み合わせている。
校歌
作詞は伊馬春部、作曲は石丸寛。3番まであり、各番に校名の「折尾高等学校」が登場する。また「燃えよ青春」という応援歌もある。
同窓会
「北陵会」と称する。関東に支部を置く。
制服
ブレザー。

## 沿革
旧制・高等女学校時代
- 1918年（大正7年）3月 - 三好セキにより、「私立折尾高等女学校」が設立。
- 1926年（大正15年）4月 - 移管により、「福岡県立折尾高等女学校」となる。
- 1948年（昭和23年）4月 - 学制改革に伴い、「福岡県立折尾高等学校」（女子校）と改称。

旧制・商業学校時代
- 1939年（昭和14年）4月 - 「八幡市立商業学校」が設立。
- 1948年（昭和23年）4月 - 学制改革に伴い、「八幡市立八幡商業高等学校」と改称。

福岡県立東筑高等学校 商業科・家政科
- 1949年（昭和24年）4月 - 折尾高等学校と八幡商業高等学校の2校が「福岡県立東筑高等学校」に統合され、男女共学校となる。校舎は「南校舎」として使用。

現・福岡県立折尾高等学校
- 1956年（昭和31年）
  - 4月 - 福岡県立東筑高等学校より、商業科・家政科が分離し、「福岡県立折尾高等学校」（男女共学）となる。（創立年）
  - 9月 - 校旗を制定。
- 1958年（昭和33年）
  - 1月 - 校歌を制定。
  - 4月 - 商業科を1学級増設。
- 1963年（昭和38年）4月 - 商業科と家政科、それぞれ1学級増設。
- 1964年（昭和39年）4月 - 商業科を1学級増設。
- 1965年（昭和40年）3月 - 体育館（講堂）が完成。
- 1967年（昭和42年）11～12月 - 図書館、食堂、生徒集会場が完成。
- 1968年（昭和43年）5月 - プールが完成。
- 1972年（昭和47年）2月 - 商業科6学級のうち、2学級を事務科に転換。
- 1986年（昭和61年）1月 - アーチェリー場が完成。
- 1988年（昭和63年）4月 - 事務科を情報処理科に転換。
- 1989年（平成元年）4月 - 情報処理科を情報管理科に転換。
- 1991年（平成3年）4月 - 制服を改定。商業科4学級のうち1クラスを国際経済科に転換。
- 1993年（平成5年）1月 - 国際経済科の海外修学旅行を開始。（目的地は2000年（平成12年）までマレーシア、その後はハワイ（アメリカ合衆国）、韓国、中国）
- 1999年（平成11年）3月 - 新校舎が完成。
- 2002年（平成14年）4月 - 国際経済科の募集を停止。
- 2003年（平成15年）4月 - 商業科が総合ビジネス科、情報処理科がビジネス情報科、家政科が生活デザイン科に変更する
- 2004年（平成16年）3月 - 国際経済科を閉科。
- 2005年（平成17年）7月 - 家庭看護室を新設。
- 2006年（平成18年）10月 - 堀川ものがたり館が開館。
- 2011年（平成23年）8月 - 新プール完成。
- 2012年（平成24年）8月 - 校舎全館改築工事開始。平成29年9月終了予定。
- 2013年（平成25年）12月 - 新校舎「管理商業棟」完成。
- 2014年（平成26年）10月 - 堀川物語館再開館。
- 2016年（平成28年）3月 - 学校食堂営業終了。新校舎「教室棟」完成。
- 2018年（平成30年）3月 - 新校舎「家庭科棟」完成。

## 学校行事
3学期制をとる。
1学期
- 4月 - 入学式、歓迎遠足
- 5月 - 創立記念日（創立記念講話がある）、自助と共助を学ぶ宿泊体験[1]・生徒総会
- 6月 - 体育大会
- 8月 - サマープロジェクト《進路関連学習》（1,2年）【職業インタビュー・工場，大学見学（1年）、インターンシップ（2年）】・就職関連指導（3年）・中学生体験入学[2]

2学期
- 9月 - OB面接指導
- 10月 - 文化祭（ひいらぎ祭）・合唱コンクール
- 11月 - 芸術鑑賞
- 12月 - クラスマッチ

3学期
- 1月 - 修学旅行
- 2月 - 3年生を送る会
- 3月 - 卒業式・百人一首大会

## 部活動
運動部
- アーチェリー部
  - 1987年（昭和62年）7月 - 第20回全国高校アーチェリー選手権大会 女子団体の部優勝
  - 1988年（昭和63年）7月 - 第21回全国高校アーチェリー選手権大会 女子団体の部優勝、個人の部優勝
  - 1989年（平成元年）
    - 3月 - 第7回全国高校アーチェリー選手権選抜大会 個人優勝
    - 7月 - 第22回全国高校アーチェリー選手権大会　女子団体の部優勝

  - 1990年（平成2年）7月 - 第23回全国高校アーチェリー選手権大会 女子団体の部優勝
  - 1991年（平成3年）7月 - 第24回全国高校アーチェリー選手権大会 女子団体の部優勝
  - 2006年（平成18年）1月 - 全国高等学校総合体育大会アーチェリー競技 男子個人優勝
- 野球部
  - 2015年（平成27年）11月 - 第2回北九州市内高校野球一年生大会 優勝

- ソフトボール部
- テニス部
- バレーボール部
- 陸上部
- バドミントン部
- バスケットボール部
- 卓球部
- 剣道部
- ソフトテニス部

文化部
- 情報処理部
  - 2012年 (平成24年) 5月 - 第61回九州地区高等学校ワープロ競技大会福岡県予選 ワープロ速度の部団体 優勝 (九州大会出場)
  - 2013年 (平成25年) 
    - 5月 - 第62回九州地区高等学校ワープロ競技大会福岡県予選 ワープロ速度の部団体 優勝 (九州大会出場)
    - 7月 - 第54回九州地区高等学校ワープロ競技大会 ワープロ技能の部団体 6位入賞
- 簿記部
- 吹奏楽部
- 書道部
- 茶道部
- 演劇部
- 英会話部
- 放送部
- 文芸部
- 被服部
- 食物部
- 合唱部

## 著名な出身者
- 鬼橋美智子（RKB毎日放送を中心とするラジオパーソナリティ・ローカルタレント）
- 梶原夕希也（プロサッカー選手、ギラヴァンツ北九州）
- 北畠紗代子（アーチェリーオリンピック代表）
- 工藤博義（元プロ野球選手）
- 佐伯泰英（小説家）

## アクセス
最寄りの鉄道駅
JR九州
- 鹿児島本線 「水巻駅」・「折尾駅」
- 筑豊本線　「折尾駅」

最寄りのバス停
西鉄バス北九州 「西折尾市営住宅前」バス停
北九州市営バス「吉田グラウンド」・「折尾駅」・「折尾駅西口」バス停
最寄りの道路
国道3号「折尾高入口」交差点

## 周辺
- 福岡県立東筑高等学校
- 北九州市立折尾西小学校
- 水巻町立吉田小学校
- 折尾愛真短期大学・折尾愛真中学校・高等学校
- 堀川